# Meris cultrata
Meris cultrata är en fjärilsart som beskrevs av Frederick H. Rindge 1981. Meris cultrata ingår i släktet Meris och familjen mätare. Inga underarter finns listade i Catalogue of Life.